# هپمنن (دهانه)
هپمنن یک دهانه برخوردی در ماه‌ است.